# Gare de Mullerhof
La gare de Mullerhof est une gare ferroviaire française de la ligne de Strasbourg-Ville à Saint-Dié, située à Mullerhof sur le territoire de la commune de Muhlbach-sur-Bruche dans la collectivité européenne d'Alsace en région Grand Est.
C'est une halte voyageurs de la Société nationale des chemins de fer français (SNCF) du réseau TER Grand Est, desservie par des trains express régionaux.

## Situation ferroviaire
Établie à 245 mètres d'altitude, la gare de Mullerhof est située, au passage à niveau no 45 (PN45), au point kilométrique (PK) 33,517 de la ligne de Strasbourg-Ville à Saint-Dié, entre les gares d'Urmatt et de Lutzelhouse.

## Histoire
En 2014, c'est une gare voyageurs d'intérêt local (catégorie C : moins de 100 000 voyageurs par an de 2010 à 2011), qui dispose de deux quais et un abri.

## Fréquentation
De 2015 à 2024, selon les estimations de la SNCF, la fréquentation annuelle de la gare s'élève aux nombres indiqués dans le tableau ci-dessous.
| Année     | 2015  | 2016  | 2017  | 2018  | 2019  | 2020  | 2021  | 2022  | 2023   | 2024   |
| --------- | ----- | ----- | ----- | ----- | ----- | ----- | ----- | ----- | ------ | ------ |
| Voyageurs | 8 688 | 7 271 | 7 022 | 6 052 | 8 058 | 6 121 | 6 460 | 7 531 | 11 813 | 12 608 |

## Service des voyageurs

### Accueil
Halte SNCF, c'est un point d'arrêt non géré (PANG) à accès libre.
La traversée des voies et le passage d'un quai à l'autre s'effectuent par le passage à niveau routier de la rue du Château.

### Desserte
Mullerhof est une halte voyageurs du réseau TER Grand Est, desservie par des trains express régionaux de la relation : Strasbourg-Ville - Saales - Saint-Dié-des-Vosges (ligne 08).

### Intermodalité
Le stationnement des véhicules est difficile à proximité.